# Eduard Bohlen
Pour les articles homonymes, voir Bohlen.

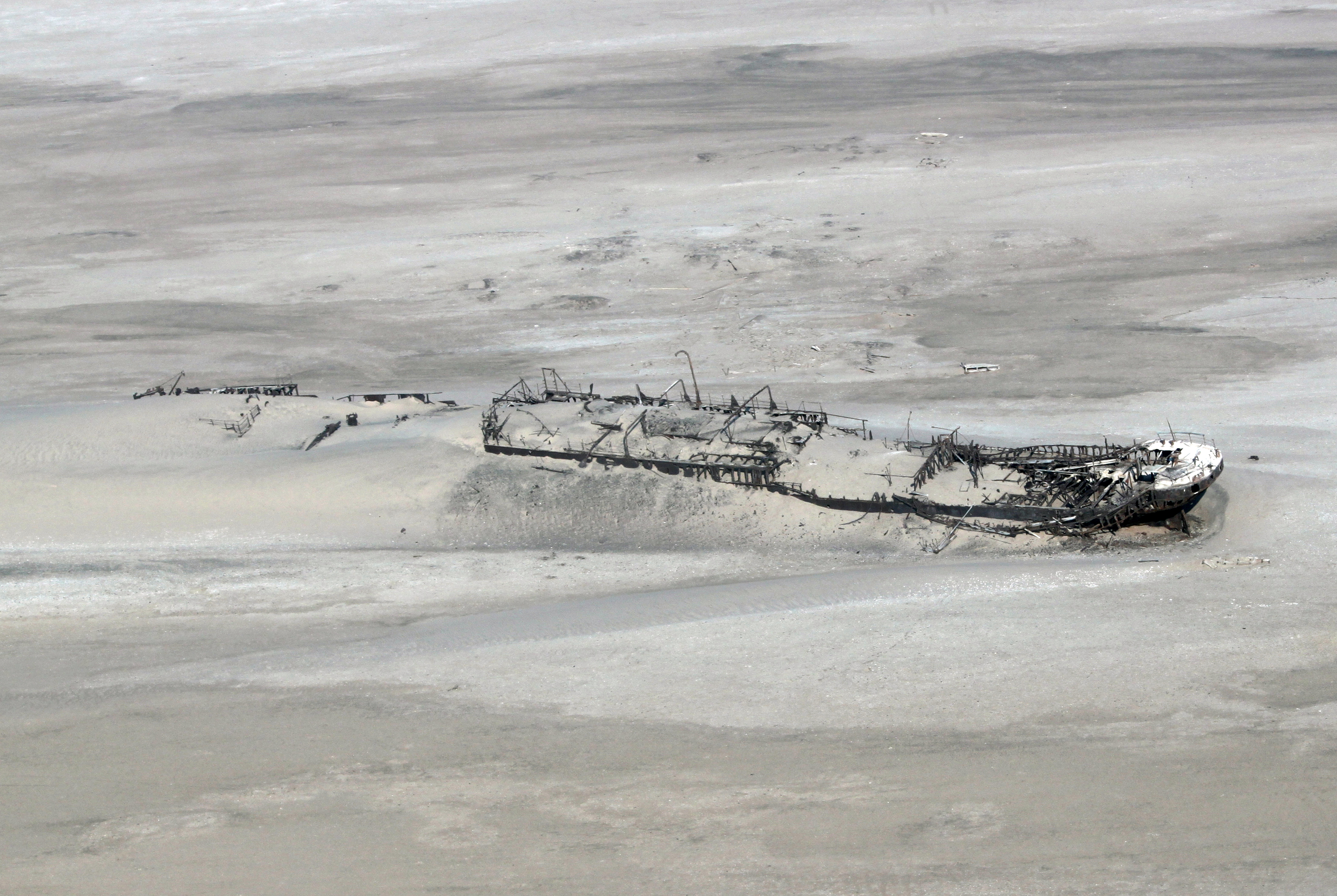
Eduard Bohlen sur la côte des Squelettes

L’Eduard Bohlen est un bateau qui s’est échoué en 1909 sur la côte des Squelettes en Namibie.
Actuellement l'épave gît dans le sable à une distance de plus de 400 m du rivage, ce qui témoigne de la progression du désert du Namib dans l’océan.
Le bateau construit en 1891 à Hambourg, était un cargo d’une jauge brute de 2 272 tonnes et d’une longueur de 94 m.
Lors d'un voyage de Swakopmund vers Le Cap, il s'est échoué le 5 septembre 1909 à Conception Bay à cause d'un épais brouillard.
De nombreuses épaves gisent sur la côte des Squelettes. En 1942, le navire de commerce Dunedin Star s'y échoue. En 1945 l'Otavi transportant une cargaison de guano s'y échoue à Spencer Bay, et en 1976 le Shaunee fait naufrage, comme l’Eduard Bohlen, à Conception Bay.